# Gittit
Gittit (hebr.: גיתית) – moszaw położony w samorządzie regionu Bika’at ha-Jarden, w Dystrykcie Judei i Samarii, w Izraelu.
Leży w Dolinie Jordanu, na północ od miasta Jerycho.

## Historia
Osada została założona w 1972 jako wojskowy punkt obserwacyjny, w którym w 1975 osiedlili się cywilni żydowscy osadnicy. W 1978 osada otrzymała status moszawu.

## Gospodarka
Gospodarka moszawu opiera się na intensywnym rolnictwie.